# Wilsberg: Bielefeld 23
Bielefeld 23 ist die 66. Folge der Fernsehfilmreihe Wilsberg. Der Film basiert auf der Wilsberg-Figur von Jürgen Kehrer. Regie führte Dominic Müller, und das Drehbuch schrieb Stefan Rogall. Die Erstausstrahlung erfolgte am 11. Januar 2020 im Samstagabendprogramm des ZDF.

## Inhalt
Wilsberg muss nach Bielefeld fahren, um seinem Freund Manni Höch zu helfen: Dieser hat als Leiter des Bauamts in einer Besprechung über das umstrittene Projekt „Bielefeld 23“ unter Drogeneinfluss randaliert. Die Zeitung „Bielefelder Blick“ hatte zuvor Falschinformationen über das Projekt verbreitet und es in Gefahr gebracht, was Bauunternehmer Hellwarth in Bedrängnis bringt. Wilsberg geht davon aus, dass die Drogen Manni eingeflößt wurden, und fragt sich, ob sich der Angriff gegen Manni persönlich oder gegen das Projekt richtet. Der Bielefelder Kommissar Drechshage weigert sich jedoch, zu ermitteln.
Merle hat in Bielefeld ein Psychologiestudium begonnen. Um Overbeck zu beschäftigen, schickt Anna ihn, auf Merle aufzupassen, doch diese lässt ihn abblitzen. Wilsberg entdeckt in der Redaktion des „Bielefelder Blicks“, dass der Artikel von Merle, die sich beim „Blick“ ihr Studium verdient, unter Pseudonym geschrieben wurde. Sie beruft sich auf eine externe Quelle. Wilsberg und Ekki vermuten, dass die Falschinformation von Mannis Mitarbeiterin Margot Becker übermittelt wurde, die gegen das Projekt ist, und stehlen nachts deren Computer. Merle entdeckt darauf eine E-Mail mit einer Terminabsprache auf der Sparrenburg. Sie beobachten das Treffen, wo Margot Becker von drei Männern bedroht wird, sich jedoch mit einem Elektroschocker verteidigen und entkommen kann.
Als Manni auch noch Bestechlichkeit vorgeworfen wird – auf seinem Konto ist eine hohe Summe eingegangen, von der er nichts weiß –, wird er in Untersuchungshaft genommen, und Drechshage nimmt sich des Falles an. Für kurze Zeit wird Margot Becker vermisst, und es kommt noch Mordverdacht hinzu, bis sie sich meldet und Manni entlastet. Becker wirft nun Hellwarth vor, das Projekt um jeden Preis durchdrücken zu wollen und die Schläger auf sie angesetzt zu haben, um ihre Kritik aus dem Weg zu räumen.
Ekki erfährt von Mannis Sekretärin Ines Dorn, dass Lückewille, der Pförtner des Bauamts, Manni die Droge verabreicht haben könnte. Er durchsucht dessen Handy und findet darauf als Kontakt einen der drei Angreifer von der Sparrenburg, Björn Tilker, samt dessen Adresse. Über Overbeck erfährt das auch Drechshage, sie treffen gleichzeitig dort ein, doch Tilker entkommt und wird erst durch Drechshages Assistentin Nguyen Thuong Nhi in einer theatralischen Martial-Arts-Einlage überwältigt. Lückewille gibt ihm ein Alibi, Tilker wird deshalb wieder auf freien Fuß gesetzt.
Nun wird Lückewille von Overbeck und Drechshage auf eigene Faust beschattet. Sie werden dabei von Tilker überwältigt und in Lückewilles Wagen gesperrt, Ines wird als Geisel und späterer Sündenbock entführt. Manni und Becker sprechen sich aus und entdecken, dass Ines mit Hellwarth eine Beziehung hat und er somit über alle Bauamts-Interna informiert war; doch als Wilsberg ihn damit konfrontiert, stellt sich heraus, dass Hellwarth von Tilker erpresst wird – um ihn unter Druck zu setzen, hat Tilker mit Lückewilles Hilfe das Bauprojekt angegriffen. Gemeinsam fahren sie zum Übergabetermin. In einer Garage kommt es zu einem spektakulären Showdown, in dem sich die Polizisten und Ines befreien können, Lückewille wird von Wilsberg und Tilker von Drechshage überwältigt.

## Besonderheiten
Alex und Anna sind in dieser Folge nicht in den Fall involviert, da Anna in Kur ist und Alex auf einem Anwaltskongress. Damit fehlen erstmals beide weiblichen Hauptfiguren der Serie gleichzeitig.
In diesem Film gibt es keinen Toten.
Die Folge wurde im Oktober 2018 in Bielefeld gedreht. Zu sehen sind u. a. die Breite Straße, das Alte Rathaus, das Haus des Handwerks, der Klosterplatz, der Kiskerbogen in der Mauerstraße und die Sparrenburg.
Am Ende und im Abspann ist der Titel Friends Will Be Friends von der britischen Rockband Queen aus dem Jahr 1986 zu hören.

## Running Gags
- Der Running Gag Bielefeld erübrigt sich in dieser Folge, da sie hauptsächlich in Bielefeld spielt.
- Auf jede Begegnung mit einem der Münsteraner Charaktere reagiert Merle genervt, da sie eine von Anna initiierte Beaufsichtigung vermutet.
- Overbeck wird wiederholt von Anna angerufen. Während dieser Telefonate verliert er die beschatteten Personen jedes Mal aus den Augen.
- Der bereits in Folge 64 Ins Gesicht geschrieben aufgetretene Bielefelder Ermittler Drechshage erweist sich hier als ähnlich stümperhaft wie Overbeck im Wilsberg-Umfeld – er wird von seiner Assistentin regelmäßig ausgestochen. Er und Overbeck wetteifern in dieser Folge unabgesprochen darum, wer der coolere Polizist ist, und überschütten einander mit sarkastischen Demütigungen.
- Der Name „Bielefeld 23“ beinhaltet eine mehrfache Anspielung. Zum einen wird Bezug auf das umstrittene Projekt Stuttgart 21 genommen. Zum anderen ist die Verwendung der Zahl 23 als Hommage an die Roman-Trilogie „Illuminatus!“ von Robert Shea und Robert Anton Wilson zu verstehen, in der die Zahl der Code für eine Weltverschwörung ist und eine große Rolle spielt. Außerdem erscheint die Zahl in der vorangegangenen Folge Ins Gesicht geschrieben als Face 23 für die Gesichtserkennungs-App. Dass sie nicht zufällig gewählt wurde, oder nur deshalb, weil das Jahr 2023 zum Zeitpunkt der Erstausstrahlung des Films nicht mehr lange entfernt war, zeigt sich darin, dass die „23“ im Film immer wieder als Running Gag auftaucht – vor allem in Einblendungen, die den Ort, das Datum und die Uhrzeit zeigen, zu der die jeweilige Handlung spielt: Immer ist es gerade soundsoviel Uhr und 23 Minuten (in einem Fall auch 22 Minuten, aber die Anzeige springt mit dem typischen Geräusch einer Klappzahlenuhr unvermittelt auf „23“ um).

## Rezeption

### Einschaltquote
Bei der Erstausstrahlung am 11. Januar 2020 wurde der Film von insgesamt 6,36 Millionen Zuschauern gesehen und erreichte einen Marktanteil von 20,8 Prozent.

### Kritik
tittelbach.tv zeigt sich begeistert: Wie so oft bei „Wilsberg“ sind es die vielen kleinen und gern politisch inkorrekten Details, die auch in dieser Episode den größten Spaß machen […] Davon abgesehen ist „Bielefeld 23“ eine äußerst gelungene Mischung aus Krimi und Komödie; zwischendurch wird es dank geschickt eingesetzter Thriller-Effekte und einer entsprechenden Musik (Stefan Hansen) durchaus spannend.
Auch die TV Spielfilm fand, „der Clash der Cops macht einen Heidenspaß“. Die Kritiker bemängelten zwar „bis sich Krimispannung einstellt, dauert es eine Weile“. Jedoch falle dies „bei den urkomischen Konfrontationen der bewährten und der Gastschnüffler gar nicht auf.“ Beispielhaft stehen dafür die Highlights: „wie Overbeck sich mit Drechshagen einen Kofferraum teilt und Duong Kieus coole Martial-Arts-Einlage das doppelte Copchen vor Neid erblassen lässt.“